# Ruy de Lugo Viña
Ruy de Lugo Viña (Santo Domingo, 1888-Colombia, 1937) fue un periodista, escritor, diplomático y político cubano.

## Biografía
Nació el 23 de septiembre de 1888 en la ciudad cubana de Santo Domingo, perteneciente a la antigua provincia de Santa Clara. Periodista, diplomático y escritor, fue delegado de Cuba en la Liga de Naciones y ocupó el cargo de concejal del Ayuntamiento de La Habana, además de los de embajador especial en Colombia y Venezuela. Entre sus obras se encontraron títulos como Los Ojos de Argos (1915) y El tribuno de la diplomacia (1923), sobre el diplomático cubano Mario García Kohly. Falleció el 29 de diciembre de 1937 en un accidente de aviación en las cercanías de la ciudad colombiana de Cali.